# CN Prince George Bridge
Die Prince George Bridge der Canadian National Railway (CN) ist eine eingleisige Eisenbahnbrücke über den Fraser River am Ostrand des Stadtzentrums von Prince George, British Columbia. Die Fachwerkbrücke liegt kurz unterhalb der Mündung des Nechako River in den Fraser River und wurde 1913 bis 1915 von der Grand Trunk Pacific Railway als Teil der transkontinentalen Eisenbahnverbindung zwischen Moncton und Prince Rupert errichtet, die seit 1923 Teil der CN ist. In die Brücke ist auf der Ostseite eine seltene Bauform einer Hubbrücke integriert, die von Joseph Baermann Strauss entworfen wurde und seit 1954 in der geschlossenen Position fixiert ist. Bis zum Bau der benachbarten Yellowhead Bridge 1987 diente die Eisenbahnbrücke auch dem Straßenverkehr und führte je einen Fahrstreifen an den Außenseiten.

## Geschichte
| Vancouver |

| Prince George |

| Prince Rupert |

| Jasper |

| Tête Jaune Cache |

| Yellowhead Pass |

| British Columbia |

| Washington |

| Alberta |

| Alaska |

Als Konkurrenz zur 1885 fertiggestellten und kommerziell sehr erfolgreichen ersten kanadischen transkontinentalen Eisenbahnverbindung der Canadian Pacific Railway zwischen Montreal und Vancouver sollte Anfang des 20. Jahrhunderts zur Erschließung der Präriegebiete Kanadas eine weitere, weiter nördlich verlaufende Verbindung entstehen. Dazu wurden 1903 die National Transcontinental Railway (NTR) und die Grand Trunk Pacific Railway (GTP) gegründet. Die staatliche NTR baute im Osten die Strecke von Moncton bis Winnipeg und die GTP im Westen die Strecke von Winnipeg bis Prince Rupert. Nachdem die Strecke durch Alberta fertiggestellt und der Yellowhead Pass überquert war, erreichte die Eisenbahngesellschaft im Juli 1912 Tête Jaune Cache am Fraser River. Der weitere Streckenverlauf war in British Columbia entlang des Flusses bis Prince George geplant und dann westwärts zur Pazifikküste bei Prince Rupert, nahe des Alaska Panhandle.
In Prince George war die Errichtung der größten Brücke über den Fraser River vorgesehen. Voruntersuchungen führten 1911 zur Wahl des Brückenstandortes kurz unterhalb der Mündung des Nechako River in den Fraser River, wo eine langgezogene Flussinsel den Strom teilte. Die Insel eignete sich gut als Lagerplatz und als Unterkunft für bis zu 600 Bauarbeiter, ist aber über die Jahre erodiert und reicht heute nicht mehr bis zur Brücke. Wegen der Breite des Flussbettes von über 800 Metern waren 13 Brückenfelder einschließlich einer Hubbrücke nötig. Das Material wurde ab 1912 von Tête Jaune Cache flussabwärts mit Dampfschiffen und Schuten sowie im Winter mit Schlitten über den zugefrorenen Fluss zur Baustelle transportiert, darunter über 3000 Tonnen Zement für die Brückenpfeiler. Die Stahlkomponenten des Überbaus kamen Anfang 1914 mit der Eisenbahn, als die Strecke der GTP Prince George erreichte.

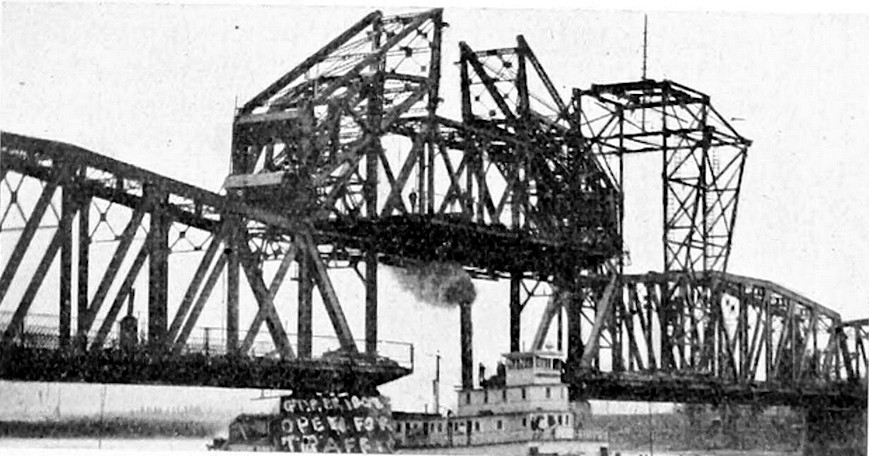
Die geöffnete Hubbrücke kurz vor der Fertigstellung im Oktober 1914

Unter der Leitung des Brückenbauingenieurs der GTP Joseph Legrand wurden der Unterbau von Bates & Rogers Construction Co. aus Chicago und der Überbau von der Canadian Bridge Co. aus Windsor (Ontario) hergestellt und errichtet. Die Arbeiten an den Kofferdämmen für die Brückenpfeiler begannen am 21. August 1913, der letzte Pfeiler wurde am 29. Mai 1914 fertiggestellt und der Überbau zwischen dem 1. April 1914 und dem 5. Januar 1915 montiert. Den staatlichen Vorgaben entsprechend wurde auf der Ostseite eine Hubbrücke integriert. Die von Joseph Baermann Strauss entwickelte Bauform, die auf dem Mechanismus der Strauss-Klappbrücke beruht (direct lift), kam nur selten zum Einsatz und ist eine von zwei weltweit noch erhaltenen Konstruktionen. Die Verbindung der GTP zwischen Winnipeg und Prince Rupert wurde schon im April 1914 durch den Schienenschluss in Fort Fraser fertiggestellt, die ersten Züge nach Prince Rupert verkehrten ab September. Bis zur Fertigstellung der Prince George Bridge nutzten diese eine parallele temporäre Holz-Trestle-Brücke. Züge auf der Gesamtstrecke fuhren schließlich ab Juni 1915.

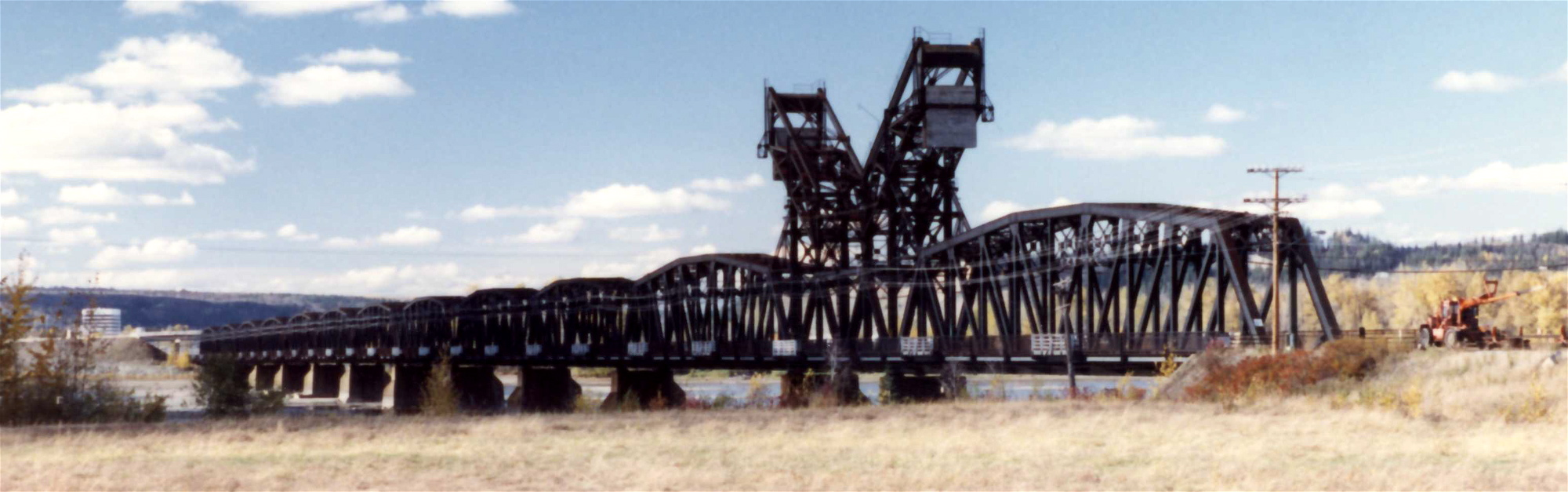
Ostseite der Brücke 2007

Bedingt durch den Verlauf durch meist schwach besiedelte Gebiete blieb der erhoffte Erfolg der transkontinentalen Eisenbahnverbindung aus, und die Grand Trunk Railway, die die GTP betrieb und an die die NTR verpachtet war, kam zunehmend in finanzielle Schwierigkeiten. Dies führte 1919 zur Verstaatlichung und 1923 zur Übernahme durch die Canadian National Railway (CN). Bis zum Bau der benachbarten Yellowhead Bridge 1987 für den Highway 16 diente die Eisenbahnbrücke auch dem Straßenverkehr. Dazu waren an den Außenseiten der Fachwerkträger 3,7 m breite Fahrbahnen aus Gitterrosten angebracht. Da kein separater Fußweg vorgesehen war, wurden später in regelmäßigen Abständen Ausweichbuchten für Fußgänger angebracht. Die seitlichen Fahrbahnen dienen heute nur noch als Servicegang für das Eisenbahnpersonal. Die CN erhielt 1954 die Genehmigung zur Stilllegung der Hubbrückenfunktion; die Hubbrücke ist seither in der geschlossenen Position fixiert. Da der Bau der Eisenbahn die Dampfschifffahrt auf dem Fraser River überflüssig machte, wurde die Hubbrücke nur selten genutzt und vermutlich seit den 1920er Jahren nur noch zu den vorgeschriebenen jährlichen Tests geöffnet.

## Beschreibung
Die Brücke erstreckt sich von Ost nach West über 810 m zwischen den Widerlagern und gliedert sich in 13 Brückenfelder. Beginnend am Westufer sind dies 10 Halbparabelträger von 61 m Spannweite, gefolgt von einem Halbparabelträger mit 76 m, der Hubbrücke mit 30,5 m und einem abschließenden Halbparabelträger mit 76 m Spannweite.
Alle Halbparabelträger sind als Ständerfachwerke mit untenliegender Gleisebene ausgeführt; das bewegliche Tragwerk der Hubbrücke ist ein parallelgurtiges Ständerfachwerk. Die Breite der Tragwerke beträgt 13 m, wobei die Fachwerke in einem Abstand von etwa 5,5 m angeordnet sind, zwischen denen die Gleisebene verläuft. Beidseitige Ausleger an den Außenseiten der Fachwerke tragen 3,7 m breite Fahrbahnen. Der insgesamt 5786 Tonnen schwere Stahlüberbau ruht auf 12 Strompfeilern aus Beton, die alle durch Pfahlgründung im Flussbett verankert sind. Die Höhe der Pfeiler von der Fundamentunterkante variiert zwischen 18 m und 21 m. Die lichte Höhe bei Hochwasser liegt im Bereich von 3–5 m. Die Wassertiefe bei Niedrigwasser wird im Bereich der Hubbrücke mit 3 m angegeben, das Flussbett kann bei Trockenheit aber großflächig freiliegen.

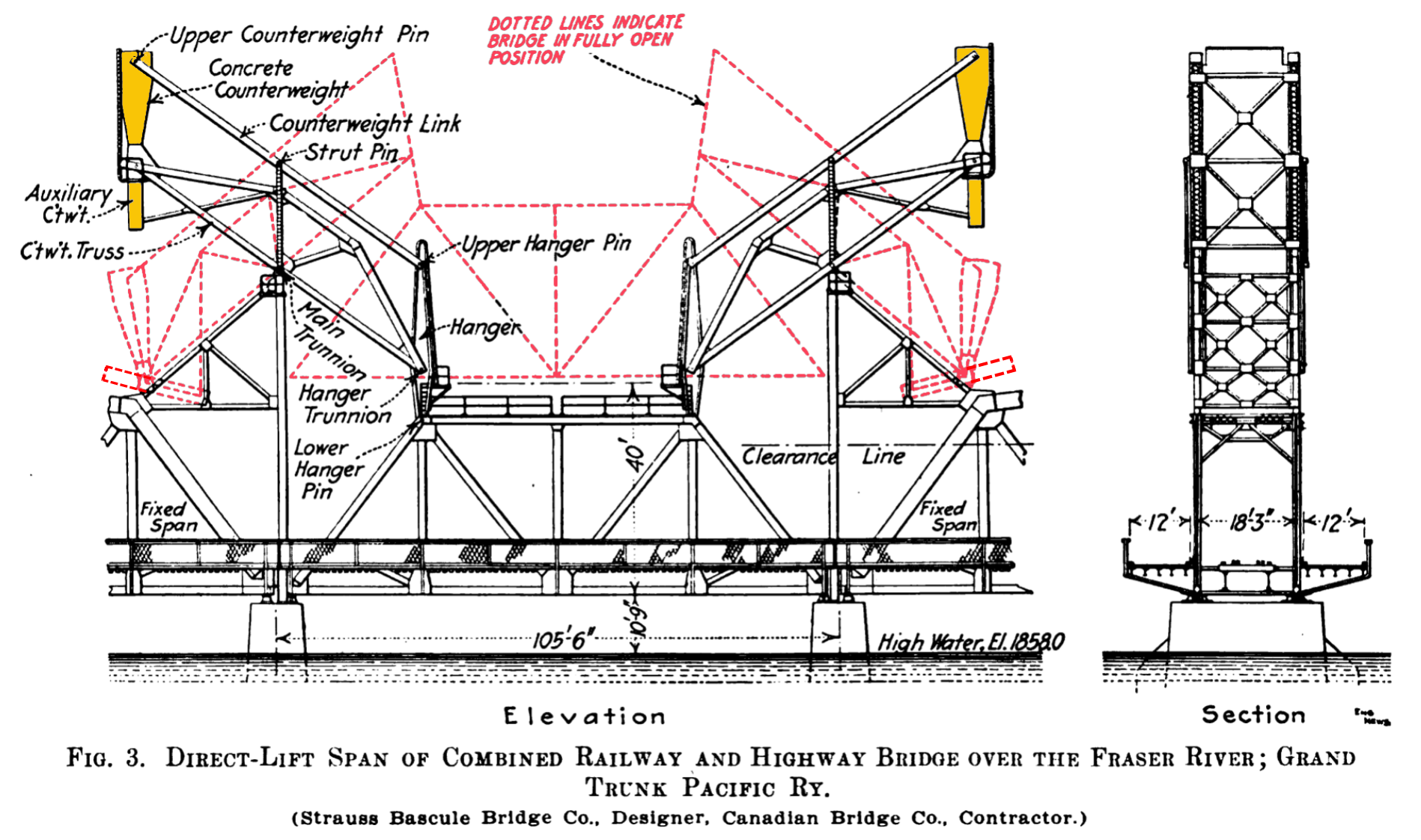
Schematische Darstellung der Hubbrücke (offene Position in Rot, Gegengewichte in Gelb, engl. trunnion = Drehzapfen)

Der von Joseph Baermann Strauss entworfene Hubbrückentyp (direct lift) ist eine seltene Bauform, die im Gegensatz zur üblichen Konstruktion ohne Seilzugsystem auskommt; die Hubhöhe ist dafür aber eingeschränkt. Die Bewegung des Brückenträgers geschieht wie bei der Strauss-Klappbrücke ausschließlich über Hebelarme, wobei die Gegengewichte über ein bewegliches Rahmengestell in Form eines Parallelogramms mit dem Brückenträger verbunden sind. Der jeweilige Drehzapfen (engl. trunnion) befindet sich in der Mitte der unteren Seite des Parallelogramms und durch die Beweglichkeit des Rahmengestells ist eine rein vertikale Bewegung des Brückenträgers möglich. Angetrieben wurde der Hubmechanismus über einen Elektromotor, der unterhalb der Gleisebene im beweglichen Brückenträger positioniert ist und über ein Getriebe und Gestänge vier Stirnräder an den Enden des Trägers antreibt. An den Innenseiten der senkrechten Ständer auf den Brückenpfeilern, die das Rahmengestell tragen, sind an den Innenseiten Zahnstangen angebracht, in die die Stirnräder eingreifen und so die Hebung und Senkung des ausbalancierten Systems aus Brückenträger und Gegengewichten mit wenig Kraftaufwand ermöglichten. Die Stahlkonstruktion wiegt 580 t, die Spannweite beträgt hier 30,5 m und die Hubhöhe 12,2 m.